# Filip Chlapík
Filip Chlapík (* 3. Juni 1997 in Prag) ist ein tschechischer Eishockeyspieler, der seit 2023 erneut beim HC Sparta Prag in der tschechischen Extraliga unter Vertrag steht. Sein älterer Bruder Adam war ebenfalls professioneller Eishockeyspieler.

## Karriere
Filip Chlapík begann beim HC Slavia Prag mit dem Eishockeysport. Als 13-Jähriger wechselte er in das U16-Team des HC Letci Letňany. 2011 wechselte er zu Bílí Tygři Liberec, wo er neben den Einsätzen in der U16-Mannschaft auch im U18-Team spielte. Nachdem er die Spielzeit 2013/14 beim HC Sparta Prag in der U18 und der U20 verbracht hatte, wurde er beim KHL Junior Draft 2014 vom HC Lev Prag in der zweiten Runde als insgesamt 83. Spieler gezogen. Da die Tschechen jedoch vor der Saison den Spielbetrieb aus finanziellen Gründen einstellen mussten, wechselte Chlapík zu den Charlottetown Islanders, die ihn beim CHL Import Draft desselben Jahres an insgesamt elfter Position gedraftet hatten. Er spielte insgesamt drei Jahre für das Team von der Prince Edward Island in der Ligue de hockey junior majeur du Québec. 2015 wurde er in das All-Rookie Team der Liga gewählt und nahm am CHL Top Prospects Game teil. 2017 wurde er als viertbester Scorer in das Second All-Star Team gewählt.
Während seiner Zeit in Charlottetown wurde er beim NHL Entry Draft 2015 von den Ottawa Senators in der zweiten Runde an 48. Position ausgewählt. Zur Spielzeit 2017/18 wechselte er in die kanadische Hauptstadt. In den folgenden dreieinhalb Jahren absolvierte er 57 Spiele in der National Hockey League und weitere 148 Partien für Ottawas Farmteam Belleville Senators in der American Hockey League. Im März 2021 kehrte er nach Europa zurück und beendete die Saison bei den Pelicans aus der finnischen Liiga. Zur folgenden Spielzeit wechselte er wieder in seine Heimatstadt und schloss sich dem HC Sparta Prag an, für den er bereits im Jugendalter gespielt hatte. Dort wurde er als Torschützenkönig und bester Vorbereiter auch Topscorer der Extraliga. Da er zudem auch die beste Plus/Minus-Bilanz aufwies, zeichnete ihn die Liga auch als Spieler des Jahres und besten Stürmer aus. Nach einem Jahr beim HC Ambrì-Piotta, mit dem er den Spengler Cup gewinnen konnte, kehrte er 2023 zu Sparta in die Extraliga zurück.

### International
Chlapík spielte mit der tschechischen U18-Auswahl bei den Weltmeisterschaften 2014, als der Vizeweltmeistertitel gewonnen wurde, und 2015 sowie mit der U20-Mannschaft bei den Titelkämpfen 2016 und 2017.
Mit den tschechischen Herren nahm er an der Weltmeisterschaft 2023 teil.

## Erfolge und Auszeichnungen
- 2014 Silbermedaille bei der U18-Weltmeisterschaft
- 2015 All-Rookie Team der Ligue de hockey junior majeur du Québec
- 2015 Teilnahme am CHL Top Prospects Game
- 2017 Second All-Star Team der Ligue de hockey junior majeur du Québec
- 2022 Spieler des Jahres, bester Stürmer, Topscorer, Torschützenkönig und bester Vorlagengeber der Extraliga
- 2022 Gewinn des Spengler Cups mit dem HC Ambrì-Piotta

## Karrierestatistik
Stand: Ende der Saison 2023/24

### International
Vertrat Tschechien bei:
| - U18-Junioren-Weltmeisterschaft 2014 - U18-Junioren-Weltmeisterschaft 2015 - U20-Junioren-Weltmeisterschaft 2016 | - U20-Junioren-Weltmeisterschaft 2017 - Weltmeisterschaft 2023 |

(Legende zur Spielerstatistik: Sp oder GP = absolvierte Spiele; T oder G = erzielte Tore; V oder A = erzielte Assists; Pkt oder Pts = erzielte Scorerpunkte; SM oder PIM = erhaltene Strafminuten; +/− = Plus/Minus-Bilanz; PP = erzielte Überzahltore; SH = erzielte Unterzahltore; GW = erzielte Siegtore; 1 Play-downs/Relegation; Kursiv: Statistik nicht vollständig)